# Тестологія (психологія)
Тестологія (від англ. test — проба, грец. logos — знання) — наука про створення методик діагностики та їх інтерпретації (тестувань). Як наука тестологія з'явилася наприкінці 19 та на початку 20 сторіч.
Принципи та методи тестології, крім психології, застосовуються в багатьох галузях науки, таких як медицина, педагогіка, менеджмент тощо. Тестологія різних галузей має загальні риси, такі як валідність, ефективність, надійність, а відрізняється специфікою предмета тестування та особливостями збору емпіричних даних.
Тестологія в психології один з провідних напрямів психодіагностики.
Валідність психологічного тестування це зіставлення тестових результатів прийнятим уявленням про сутність властивостей або їх роль у діяльності людини.

## Історія
Історія оцінки психологічних властивостей людини за допомогою спеціальних методів бере початок здавна. 3 сторіччя до н. е. у Стародавньому Вавилоні проводили випробування випускників шкіл переписувачів. Піфагор відбирав собі учнів, які зуміли пройти певні випробування. У монастирі Шаолінь учні відбиралися за системою оцінки мотивації, фізичних та мовленнєвих здібностей, емоційної стійкості тощо.
Засновником тестології вважають англійського психолога Ф. Гальтона, він провів тестування 9337 людей і за 17 показниками виявив особливості психічних здібностей, фізичні та фізіологічні. Особливого розвитку тестологія набула в США та Франції, де наголошували на вивченні здібностей школярів. А. Біне та Т. Симон почали розробку тестів для вивчення інтелекту розумово відсталих дітей і в 1908 році розробили шкалу визначення коефіцієнта інтелекту (IQ) згодом доопрацьовану В. Штерном.
Одним із основоположників психотехнічних досліджень у російській імперії був В. М. Бехтерєв, який розробив принципи рефлексології для вивчення психофізичних якостей людини. У жовтні 1901 А. П. Нечаєв відкрив першу тестологічну лабораторію, на базі якої створюються різні методи психологічного та педагогічного тестування.